# Ateles geoffroyi ornatus
El mono araña ornamentado (Ateles geoffroyi ornatus) es una subespecie del mono araña de Geoffroy, un tipo de mono del Nuevo Mundo, de América Central, nativo de Costa Rica y Panamá. Otros nombres comunes para esta subespecie incluyen el mono araña brillante, el mono araña común, el mono araña rojo, el simio araña de Panamá, y el mono araña de Azuero; los últimos dos de los cuales se pensaban anteriormente como subespecies distintas, panamensis y azuerensis, respectivamente.